# Loxofidonia bareconia
Loxofidonia bareconia är en fjärilsart som beskrevs av Swinhoe 1894. Loxofidonia bareconia ingår i släktet Loxofidonia och familjen mätare. Inga underarter finns listade i Catalogue of Life.